# 逢亭镇
逢亭镇，是中华人民共和国贵州省黔南布依族苗族自治州罗甸县下辖的一个乡镇级行政单位。
2014年2月14日，贵州省人民政府批复同意罗甸县行政区划调整，新设置的逢亭镇辖原逢亭镇、纳坪乡，镇人民政府驻逢亭村。

## 行政区划
逢亭镇下辖以下地区：
逢亭村、祥脚村、祥林村、上隆村、腮里村、翁牛村、床井村、布吉村、纳上村、耐村、拱里村、公里村、纳闹村、新光村、罗江村、布忙村、纳见村、隆兴村、纳鸟村、冗翁坪村、打金村、新坪村和翁传村。